# Francisca Duarte
Francisca Duarte (Antuérpia, Países Baixos Espanhóis, 1595 - Alkmaar, República das Sete Províncias Unidas dos Países Baixos, 1640) foi uma cantora luso-flamenga judia, conhecida como a «fransche nachtegael» ou «rossignol français» (em português: «rouxinol francês»).

## Biografia

### Nascimento e Família

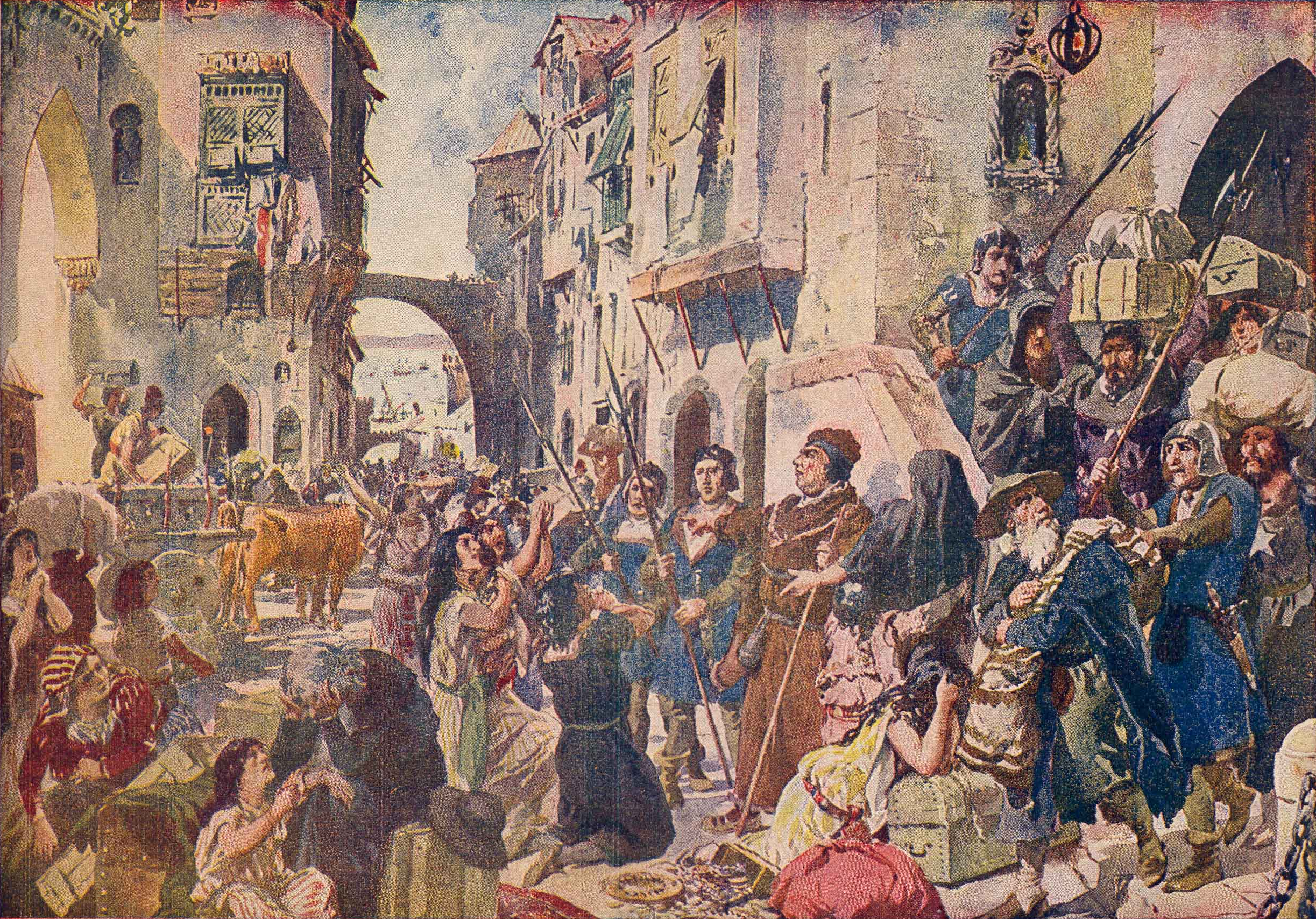
"A Expulsão dos Judeus", por Alfredo Roque Gameiro

Nascida em 1595, na Antuérpia, Francisca Duarte era filha de Leonora Rodrigues Duarte (1565-1632) e de Diego Duarte (1545-1628), também referidos como Leonor Rodrigues Duarte e Diogo Duarte. Era a terceira filha dos seis filhos do casal e, conseguintemente, irmã de Gaspar Duarte (1584-1653), famoso músico, mecenas e diplomata, Jerónimo Duarte (1592-1632), Immanuel Abolais Duarte (1598-1632), joalheiro em Amesterdão, Catarina Duarte (1601-1632) e de Grácia Duarte Gomes (1610-1632).
Oriunda de abastadas famílias da burguesia, os seus pais eram judeus sefarditas portugueses que partiram para os Países Baixos Espanhóis, actual Bélgica, em busca de exílio, tendo mudado o seu apelido Abolais para Duarte durante a Inquisição Portuguesa, contudo, devido ao clima de antissemitismo que o país também atravessava e devido à regência da coroa espanhola, as suas famílias foram forçadas a se converter ao catolicismo quando chegaram à Antuérpia. Reconstruindo a sua fortuna através dos seus negócios, como banqueiro e joalheiro, e criando a sua família na sua fé como cripto-judeus, Leonora e Diego Duarte educaram os seus seis filhos em casa, com tutores que os versaram em diversas disciplinas como literatura, história, filosofia e música. Devido a essa educação primorosa, Francisca Duarte começou muito cedo a participar em vários recitais de canto lírico, iniciando a sua carreira na música.

### Casamento
Em 1613, Francisca Duarte casou-se com Francisco Ferdinand du Pas (1586-1646), também referido em alguns documentos como Francisco Fernando de Paz, Francisco Ferne de Paz ou ainda Francisco Fernandez de Paz, comerciante luso-holandês, filho de Duarte Fernandes, português judeu emigrado em Amesterdão. Pelo lado materno pertencia à abastada e influente família Paz, originalmente composta por judeus sefarditas de Castela que viajaram para Portugal ainda antes da Inquisição Espanhola, tornando-se cristãos novos no Porto, sendo portanto familiar de Tomé Pegado de Paz, espião e servidor do duque de Naxos, condenando em Florença a servir como escravo numa galé, e do Mestre João de Paz, físico e cirurgião da Coroa portuguesa, acusado de ter envenenado D. João II a mando da sua mulher D. Leonor. Após a implementação da Inquisição em Portugal, quase toda a família foi expulsa do país, após sofrer vários ataques violentos, acusações criminosas e sanções aos seus negócios, fixando-se na Turquia e nos Países Baixos, onde exerceram vários cargos diplomáticos e desenvolveram vários empreendimentos no ramo das importações de especiarias, pedras preciosas e outros bens materiais.
Mudando-se após o seu matrimónio com o seu marido para Alkmaar, território pertencente à República das Sete Províncias Unidas dos Países Baixos, actual Holanda, onde existia uma comunidade de comerciantes portugueses, muitos de origem judia, a jovem cantora que até então era tratada de forma diferenciada e vigiada por ser "marrana", começou a praticar publicamente a sua fé judaica quando constatou existir uma maior liberdade religiosa do que na sua terra natal.
Estabelecendo-se na nova cidade portuária, Francisca Duarte teve dois filhos do seu casamento, dedicando-se inicialmente à educação destes e posteriormente à sua carreira musical, começando também a tocar harpa nos seus recitais. Durante o mesmo período, conheceu a poetisa Maria Tesselschade Roemers, filha do mercador e autor holandês Roemer Visscher, travando uma longa e próxima relação de amizade.

### Círculo de Muiden

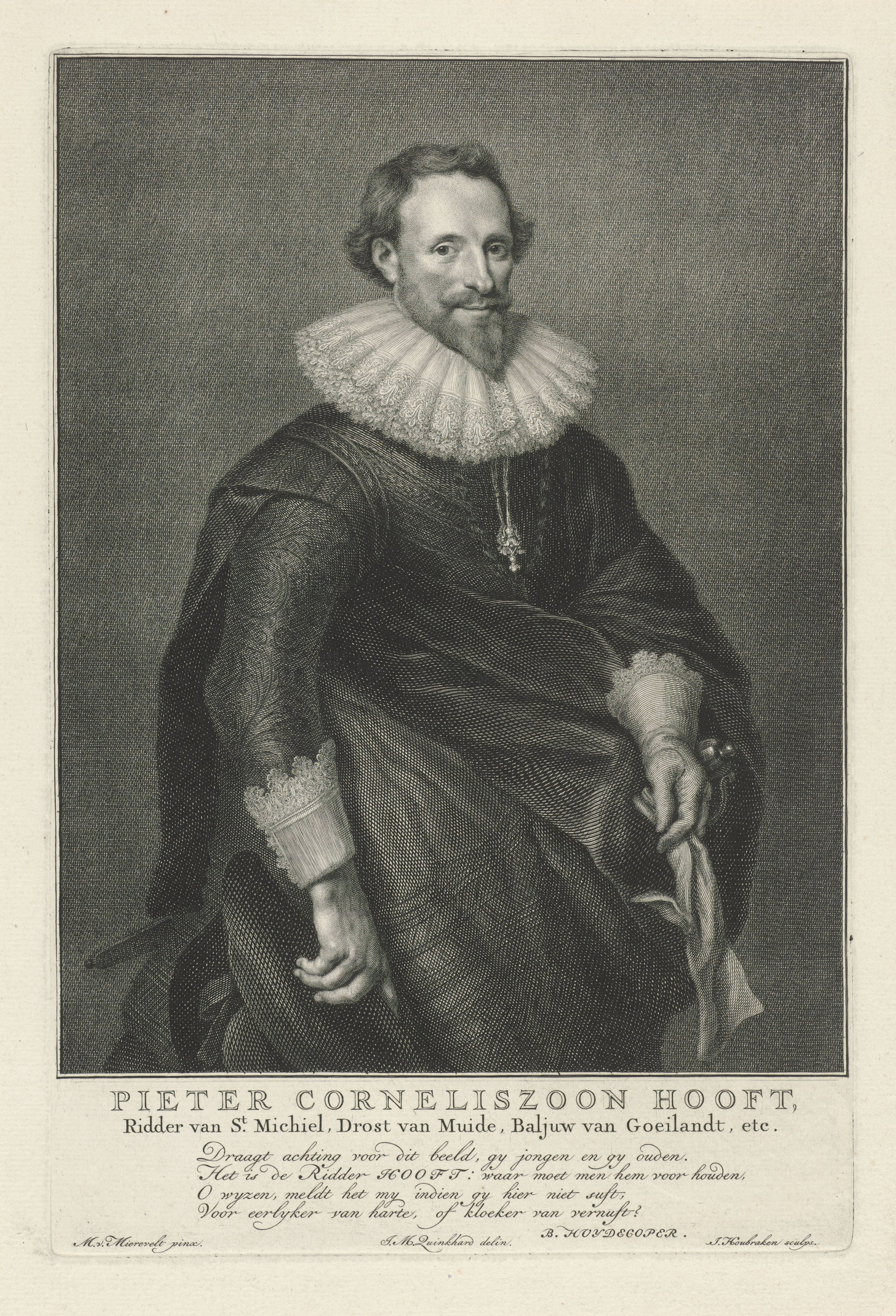
Retrato de Pieter Corneliszoon Hooft, gravura de Jacobus Houbraken e desenho de Michiel Jansz van Mierevelt

Através de Maria Tesselschade Roemers, em 1633, Francisca Duarte conheceu o historiador, poeta, dramaturgo e senhor do castelo de Muiden, Pieter Corneliszoon Hooft, passando a ser convidada por várias ocasiões para integrar e actuar para o seu círculo de amigos, intitulado de Muiderkring (o círculo de Muiden), composto por várias personalidades da elite intelectual e artística holandesa da época, como Caspar Barlæus, Joost van den Vondel, Dirk Sweelinck, Daniël Mostart, Jacob van der Burgh, Constantijn Huygens, Johan Brosterhuysen e muitos outros.

Durante os anos que se seguiram, as actuações da cantora luso-flamenga foram bastante aclamadas pelas suas interpretações de canções tradicionais, folclóricas, eruditas, líricas e populares de origem holandesa, francesa e italiana, realizadas diante de diversas plateias e célebres convidados pertencentes às principais casas reais europeias, sendo proclamada como «fransche nachtegael» ou «rossignol français» (em português: «rouxinol francês») por Pieter Corneliszoon Hooft.

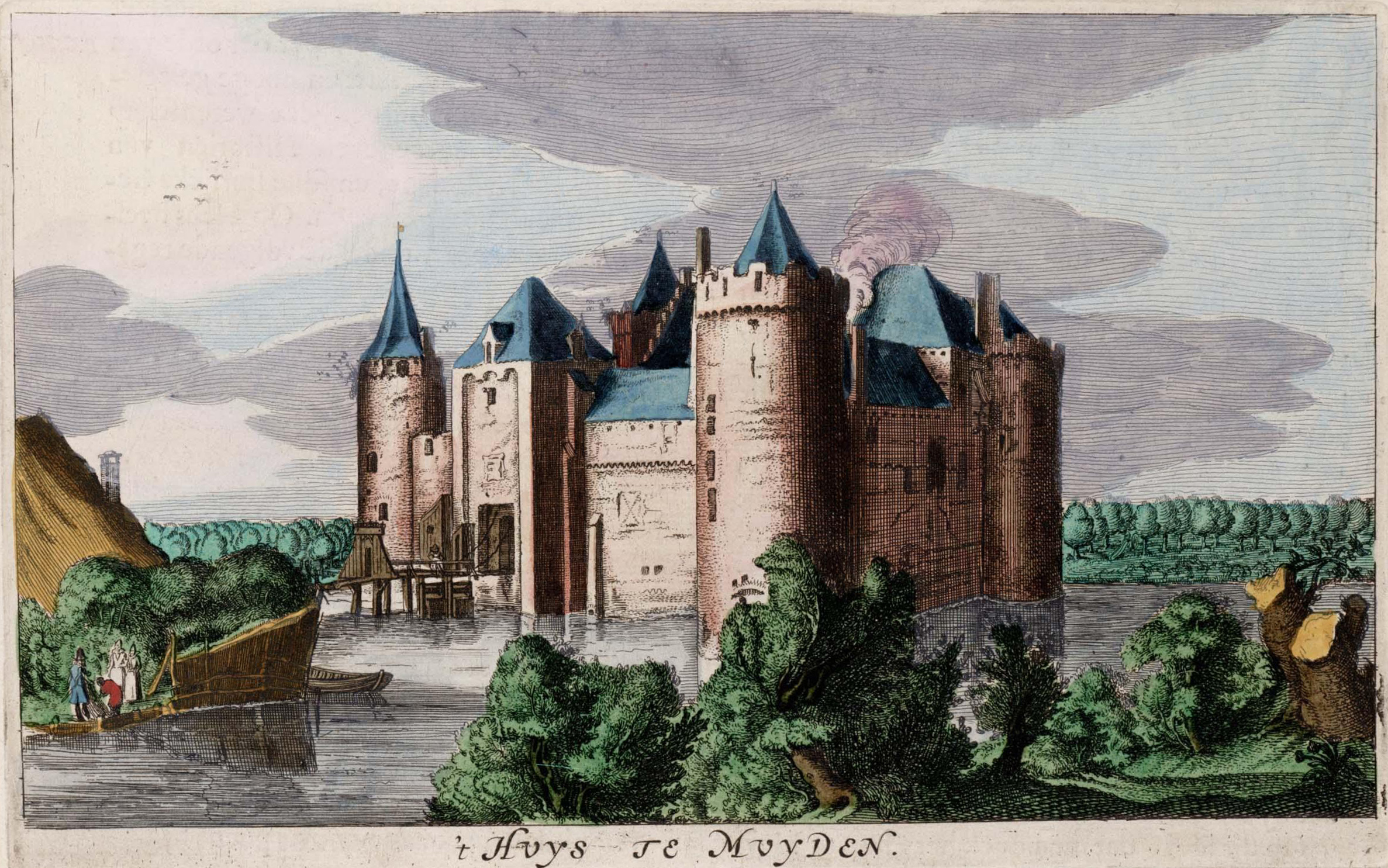
Castelo de Muiden, gravura realizada por Atlas Van Loon (1649)

Apesar do seu sucesso, Francisca Duarte também teve alguns percalços e desilusões, como quando em setembro de 1630, querendo impressionar o estatuder Frédéric-Henri de Orange-Nassau durante a sua visita a Muiden, Pieter Corneliszoon Hooft recorreu ao talento da cantora luso-flamenga para organizar um recital que apesar de ter atraído várias personalidades de renome, não conseguiu atrair o futuro príncipe que teve que cancelar a sua visita ao castelo inesperadamente no próprio dia, ou ainda, anos mais tarde, em 1638, quando Daniel Mostart apelou a Samuel Coster para organizar uma produção teatral para a festa de recepção de Maria de Médici, rainha consorte de França e Navarra a viver no exílio, em vez de preparar um recital onde a cantora poderia actuar ao lado da sua amiga Maria Tesselschade Roemers. Eterno apoiante e admirador do talento de Francisca Duarte, Pieter Corneliszoon Hooft tentou interceder uma vez mais pela cantora, escrevendo várias cartas ao seu amigo Gaspar Barlæus, onde lhe pedia explicitamente para dissuadir Daniel Mostart e Samuel Coster da sua ideia em prol do recital musical da sua protegé. Cedendo em alguns aspectos e entrando todos em acordo, para a recepção da rainha não só foi realizado o recital de Francisca Duarte e Maria Tesselschade Roemers como também se apresentou a peça teatral de Samuel Coster, um recital de poesia e ainda se exibiram várias decorações e obras realizadas por ilustres artistas da região como Claes Corneliszoon Moeyaert, Thomas de Keyser, Jan Martszen de Jonge e Jakob von Sandrart.

### Morte
Especula-se que Francisca Duarte terá falecido poucos anos depois, em 1640, em Alkmaar, não tendo sido encontradas quaisquer referências nos periódicos, manuscritos, cartas ou outros documentos da época sobre os seus concertos, aparições públicas ou outras informações sobre a vida da cantora após essa data.

## Legado Familiar

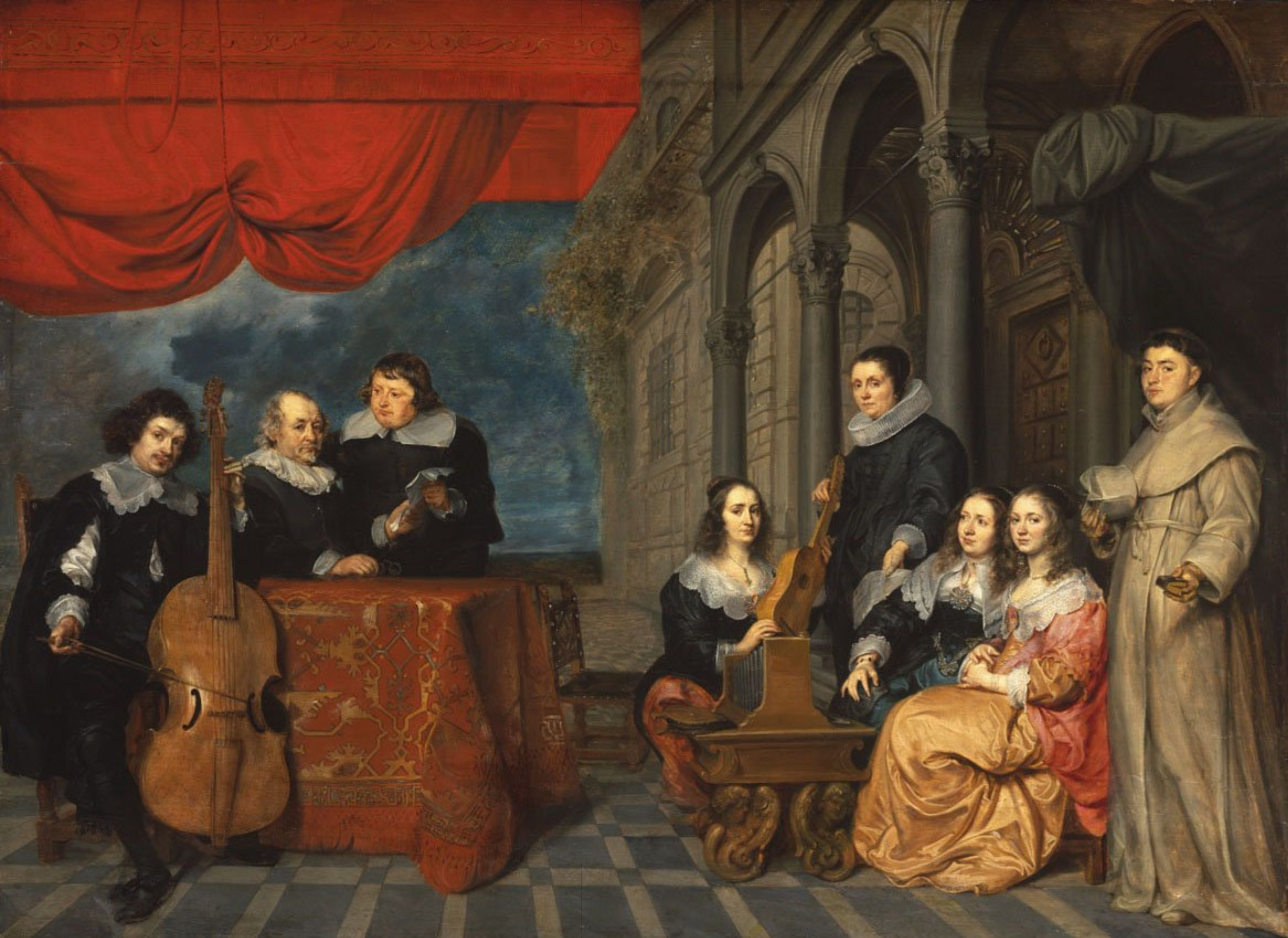
Retrato da família de Gaspar Duarte em Antuérpia, pintura a óleo de Gonzales Coques originalmente atribuída à família de Jacques van Eyck. A pintura encontra-se exposta no Museu Snijders & Rockoxhuis.

Anos mais tarde, através dos negócios de diamantes do seu irmão Gaspar e do seu sobrinho Diego Duarte II (1612-1691), joalheiro de Carlos I de Inglaterra, compositor, organista, banqueiro e mecenas de uma das maiores colecções privadas de pintura do país, contando no seu espólio com várias obras de Johannes Vermeer, Peter Paul Rubens, Antoon Van Dyck, Ticiano e Rafael, entre muitos outros artistas, a família Duarte tornou-se numa das mais respeitáveis e ricas famílias da região, passando a sua residência na Antuérpia a ser chamada de Parnaso da Antuérpia, a partir da segunda metade do século XVII, por ser frequentada por alguns dos mais conhecidos nomes da alta aristocracia e elite artística da época.
Vários membros da família exerceram altos cargos diplomáticos, como cônsul de Portugal, ou ainda actuaram como cantores, músicos e compositores, tal como foi o caso das suas sobrinhas Leonora Duarte (1610–1678) e Francisca Duarte II (1619–1678). O facto de uma das suas sobrinhas ter o mesmo nome e também ser dotada de um talento musical excepcional, por várias vezes criou azo à confusão, tendo alguns dos seus trabalhos sido atribuídos erroneamente por vários autores e escritores.
Actualmente, o Museu Snijders & Rockoxhuis, situado na antiga residência da família Rockox, na Antuérpia, em parceira com o Museu Vleeshuis, tem exposta em permanência uma sala de exposição inteiramente dedicada à família Duarte e ao seu espólio artístico e musical, incluindo algumas pinturas de Johannes Vermeer.